# Férfi 100 méteres síkfutás a 2020. évi nyári olimpiai játékokon
A 2020. évi nyári olimpiai játékokon az atlétika férfi 100 méteres síkfutás versenyszámát 2021. július 31–augusztus 1. között rendezték a tokiói olimpiai stadionban. Az aranyérmet az olasz Marcell Jacobs nyerte 9,80-as idővel.
A kvalifikáció során 10,05 másodperc volt a szintidő.

## Rekordok
A versenyt megelőzően a következő rekordok voltak érvényben:
| Világrekord     | Usain Bolt (JAM) | 9,58 | Berlin, Németország        | 2009. augusztus 16. |
| Olimpiai rekord | Usain Bolt (JAM) | 9,63 | London, Egyesült Királyság | 2012. augusztus 5.  |

## Eredmények
Az időeredmények másodpercben értendők. A rövidítések jelentése a következő:
| - OR: olimpiai rekord - AR: kontinens rekord - NR: országos rekord - PB: egyéni legjobb eredménye | - SB: 2021-ben az addigi legjobb eredménye - DNS: nem indult a futamon - DNF: nem ért célba |

### Előfutamok
Minden előfutam első három helyezettje automatikusan az negyeddöntőbe jutott. Az összesített eredmények alapján a legjobb idővel rendelkező, helyezés alapján nem továbbjutó versenyző jutott a negyeddöntőbe.
1. előfutam
| H  | Pálya | Név                   | Nemzet                | E              | Mj |
| -- | ----- | --------------------- | --------------------- | -------------- | -- |
| 1. | 7     | Ngoni Makusha         | Zimbabwe (ZIM)        | 10,32          | Q  |
| 2. | 8     | Fabrice Dabla         | Togo (TOG)            | 10,57          | Q  |
| 3. | 6     | Yeykell Romero        | Nicaragua (NCA)       | 10,62          | Q  |
| 4. | 1     | Hassan Saaid          | Maldív-szigetek (MDV) | 10,70          | SB |
| 5. | 3     | Shaun Gill            | Belize (BIZ)          | 10,88          |    |
| 6. | 9     | Pen Sokong            | Kambodzsa (CAM)       | 11,02          | SB |
| 7. | 4     | Sha Mahmood Noor Zahi | Afganisztán (AFG)     | 11,04          | PB |
| 8. | 5     | Lataisi Mwea          | Kiribati (KIR)        | 11,25          |    |
| 9. | 2     | Nathan Crumpton       | Amerikai Szamoa (ASA) | 11,27          | PB |
|    |       |                       |                       | Szél: -0,2 m/s |    |

2. előfutam
| H  | Pálya | Név                      | Nemzet                        | E              | Mj      |
| -- | ----- | ------------------------ | ----------------------------- | -------------- | ------- |
| 1. | 2     | Barakát Mubárak el-Hárti | Omán (OMA)                    | 10,27          | Q, SB   |
| 2. | 9     | Emanuel Archibald        | Guyana (GUY)                  | 10,30          | Q       |
| 3. | 1     | Mohamed Alhammadi        | Egyesült Arab Emírségek (UAE) | 10,59 (10,581) | Q, PB   |
| 3. | 5.    | Banuve Tabakaucoro       | Fidzsi-szigetek (FIJ)         | 10,59 (10,581) | Q, SB   |
| 5. | 7     | Bruno Rojas              | Bolívia (BOL)                 | 10,64          |         |
| 6. | 4     | Didier Kiki              | Benin (BEN)                   | 10,69          | PB      |
| 7. | 3     | Badamassi Saguirou       | Niger (NIG)                   | 10,87          | PB      |
| 8. | 8     | Ronald Fotofili          | Tonga (TGA)                   | 11,19          | SB      |
| —  | 6     | Aveni Miguel             | Angola (ANG)                  | DQ             | TR 16,8 |
|    |       |                          |                               | Szél: 0,0 m/s  |         |

3. előfutam
| H  | Pálya | Név               | Nemzet                                | E              | Mj    |
| -- | ----- | ----------------- | ------------------------------------- | -------------- | ----- |
| 1. | 6     | Dorian Keletela   | Menekültek olimpiai csapata (EOR)     | 10,33          | Q, PB |
| 2. | 1     | Guy Maganga Gorra | Gabon (GAB)                           | 10,61          | Q     |
| 3. | 2     | Oliver Mwimba     | Kongói Demokratikus Köztársaság (COD) | 10,63          | Q     |
| 4. | 3     | Ildar Akhmadiev   | Tádzsikisztán (TJK)                   | 10,66          | PB    |
| 5. | 5     | Jonah Harris      | Nauru (NRU)                           | 11,01          | SB    |
| 6. | 8     | Scott Fiti        | Mikronézia (FSM)                      | 11,25          | SB    |
| 7. | 4     | Seco Camara       | Bissau-Guinea (GBS)                   | 11,33          | PB    |
| 8. | 9     | Adrian Ililau     | Palau (PLW)                           | 11,42 (11,414) | PB    |
| 9. | 7     | Karalo Maibuca    | Tuvalu (TUV)                          | 11,42 (11,418) | NR    |
|    |       |                   |                                       | Szél: +0,9 m/s |       |

### Negyeddöntők
Minden negyeddöntő első három helyezettje automatikusan az elődöntőbe jutott. Az összesített eredmények alapján további három futó került az elődöntőbe.
1. negyeddöntő
| H  | Pálya | Név                 | Nemzet                 | E              | Mj    |
| -- | ----- | ------------------- | ---------------------- | -------------- | ----- |
| 1. | 8     | Ronnie Baker        | Egyesült Államok (USA) | 10,03          | Q     |
| 2. | 3     | Jimmy Vicaut        | Franciaország (FRA)    | 10,07          | Q, SB |
| 3. | 2     | Usheoritse Itsekiri | Nigéria (NGR)          | 10,15          | Q     |
| 4. | 1     | Wu Zhiqiang         | Kína (CHN)             | 10,18          |       |
| 5. | 9     | Yang Chun-han       | Tajvan (TPE)           | 10,21          | SB    |
| 6. | 7     | Tada Suhei          | Japán (JPN)            | 10,22          |       |
| 7. | 5     | Emre Zafer Barnes   | Törökország (TUR)      | 10,47          |       |
| 8. | 6     | Guy Maganga Gorra   | Gabon (GAB)            | 10,77          |       |
| —  | 4     | Tyquendo Tracey     | Jamaica (JAM)          | DNS            |       |
|    |       |                     |                        | Szél: +0,2 m/s |       |

2. negyeddöntő
| H  | Pálya | Név               | Nemzet                            | E              | Mj    |
| -- | ----- | ----------------- | --------------------------------- | -------------- | ----- |
| 1. | 6     | Enoch Adegoke     | Nigéria (NGR)                     | 9,98           | Q, PB |
| 2. | 3     | Femi Ogunode      | Katar (QAT)                       | 10,02          | Q     |
| 3. | 8     | Zharnel Hughes    | Nagy-Britannia (GBR)              | 10,04          | Q, SB |
| 4. | 7     | Trayvon Bromell   | Egyesült Államok (USA)            | 10,05          | q     |
| 5. | 9     | Felipe Bardi      | Brazília (BRA)                    | 10,26          |       |
| 6. | 4     | Silvan Wicki      | Svájc (SUI)                       | 10,28          |       |
| 7. | 5     | Samson Colebrooke | Bahama-szigetek (BAH)             | 10,33          |       |
| 8. | 1     | Dorian Keletela   | Menekültek olimpiai csapata (EOR) | 10,41 (10,405) |       |
| 9. | 2     | Emanuel Archibald | Guyana (GUY)                      | 10,41 (10,405) |       |
|    |       |                   |                                   | Szél: +0,3 m/s |       |

3. negyeddöntő
| H  | Pálya | Név               | Nemzet                                | E              | Mj     |
| -- | ----- | ----------------- | ------------------------------------- | -------------- | ------ |
| 1. | 4     | Marcell Jacobs    | Olaszország (ITA)                     | 9,94           | Q, NR  |
| 2. | 9     | Oblique Seville   | Jamaica (JAM)                         | 10,04          | Q, =PB |
| 3. | 1     | Shaun Maswanganyi | Dél-afrikai Köztársaság (RSA)         | 10,12          | Q      |
| 4. | 7     | Jamagata Rjóta    | Japán (JPN)                           | 10,15          |        |
| 5. | 2     | Xie Zhenye        | Kína (CHN)                            | 10,16          |        |
| 6. | 5     | Yupun Abeykoon    | Srí Lanka (SRI)                       | 10,32          |        |
| 7. | 8     | Carlos Nascimento | Portugália (POR)                      | 10,37          |        |
| 8. | 6     | Gavin Smellie     | Kanada (CAN)                          | 10,44          |        |
| 9. | 3     | Oliver Mwimba     | Kongói Demokratikus Köztársaság (COD) | 10,97          |        |
|    |       |                   |                                       | Szél: +0,1 m/s |        |

4. negyeddöntő
| H  | Pálya | Név                 | Nemzet                        | E             | Mj |
| -- | ----- | ------------------- | ----------------------------- | ------------- | -- |
| 1. | 2     | Gift Leotlela       | Dél-afrikai Köztársaság (RSA) | 10,04         | Q  |
| 2. | 4     | Su Bingtian         | Kína (CHN)                    | 10,05         | Q  |
| 3. | 8     | Jason Rogers        | Saint Kitts és Nevis (SKN)    | 10,21         | Q  |
| 4. | 7     | Koike Juki          | Japán (JPN)                   | 10,22         |    |
| 5. | 5     | Lalu Muhammad Zohri | Indonézia (INA)               | 10,26         | SB |
| 6. | 3     | Ebrima Camara       | Gambia (GAM)                  | 10,33         |    |
| 7. | 6     | Kemar Hyman         | Kajmán-szigetek (CAY)         | 10,41         |    |
| 8. | 9     | Banuve Tabakaucoro  | Fidzsi-szigetek (FIJ)         | 10,70         |    |
| —  | 1     | Mark Odhiambo       | Kenya (KEN)                   | DNS           |    |
|    |       |                     |                               | Szél: 0,0 m/s |    |

5. negyeddöntő
| H  | Pálya | Név                      | Nemzet                        | E              | Mj      |
| -- | ----- | ------------------------ | ----------------------------- | -------------- | ------- |
| 1. | 9     | Andre De Grasse          | Kanada (CAN)                  | 9,91           | Q, SB   |
| 2. | 3     | Fred Kerley              | Egyesült Államok (USA)        | 9,97           | Q       |
| 3. | 6     | Ferdinand Omurwa         | Kenya (KEN)                   | 10,01          | Q, =NR  |
| 4. | 1     | Filippo Tortu            | Olaszország (ITA)             | 10,10          | q, SB   |
| 5. | 8     | Reece Prescod            | Nagy-Britannia (GBR)          | 10,12          | q, SB   |
| 6. | 5     | Jak Ali Harvey           | Törökország (TUR)             | 10,25          | SB      |
| 7. | 4     | Barakát Mubárak el-Hárti | Omán (OMA)                    | 10,31          |         |
| 8. | 7     | Mohamed Alhammadi        | Egyesült Arab Emírségek (UAE) | 10,64          |         |
| —  | 2     | Divine Oduduru           | Nigéria (NGR)                 | DQ             | TR 16,8 |
|    |       |                          |                               | Szél: +0,6 m/s |         |

6. negyeddöntő
| H  | Pálya | Név                     | Nemzet                        | E              | Mj      |
| -- | ----- | ----------------------- | ----------------------------- | -------------- | ------- |
| 1. | 4     | Akani Simbine           | Dél-afrikai Köztársaság (RSA) | 10,08          | Q       |
| 2. | 3     | Arthur Cissé            | Elefántcsontpart (CIV)        | 10,15          | Q       |
| 3. | 6     | Paulo André de Oliveira | Brazília (BRA)                | 10,17          | Q       |
| 4. | 1     | Hassan Taftian          | Irán (IRI)                    | 10,19          | SB      |
| 5. | 9     | Emmanuel Matadi         | Libéria (LBR)                 | 10,25 (10,245) |         |
| 6. | 5     | Cejhae Greene           | Antigua és Barbuda (ANT)      | 10,25 (10,249) |         |
| 7. | 8     | Ngoni Makusha           | Zimbabwe (ZIM)                | 10,43          |         |
| 8. | 7     | Bismark Boateng         | Kanada (CAN)                  | 10,47          |         |
| —  | 2     | Fabrice Dabla           | Togo (TOG)                    | DQ             | TR 16,8 |
|    |       |                         |                               | Szél: -0,4 m/s |         |

7. negyeddöntő
| H  | Pálya | Név                    | Nemzet               | E              | Mj    |
| -- | ----- | ---------------------- | -------------------- | -------------- | ----- |
| 1. | 1     | Rohan Browning         | Ausztrália (AUS)     | 10,01          | Q, PB |
| 2. | 5     | Yohan Blake            | Jamaica (JAM)        | 10,06          | Q     |
| 3. | 3     | Chijindu Ujah          | Nagy-Britannia (GBR) | 10,08          | Q     |
| 4. | 6     | Benjamin Azamati-Kwaku | Ghána (GHA)          | 10,13          |       |
| 5. | 2     | Kojo Musah             | Dánia (DEN)          | 10,20          |       |
| 6. | 7     | Rodrigo do Nascimento  | Brazília (BRA)       | 10,24          |       |
| 7. | 4     | Ján Volko              | Szlovákia (SVK)      | 10,40          |       |
| 8. | 9     | Yeykell Romero         | Nicaragua (NCA)      | 10,70          |       |
| 9. | 8     | Mario Burke            | Barbados (BAR)       | 15,81          |       |
|    |       |                        |                      | Szél: +0,8 m/s |       |

### Elődöntők
Minden elődöntő első két helyezettje automatikusan az elődöntőbe jutott. Az összesített eredmények alapján további két futó került a döntőbe.
1. elődöntő
| H  | Pálya | Név                 | Nemzet                        | E              | Mj      |
| -- | ----- | ------------------- | ----------------------------- | -------------- | ------- |
| 1. | 7     | Fred Kerley         | Egyesült Államok (USA)        | 9,96           | Q       |
| 2. | 6     | Andre De Grasse     | Kanada (CAN)                  | 9,98           | Q       |
| 3. | 9     | Ferdinand Omurwa    | Kenya (KEN)                   | 10,00          | NR      |
| 4. | 4     | Gift Leotlela       | Dél-afrikai Köztársaság (RSA) | 10,03          |         |
| 5. | 8     | Jimmy Vicaut        | Franciaország (FRA)           | 10,11          |         |
| 6. | 5     | Yohan Blake         | Jamaica (JAM)                 | 10,14          |         |
| 7. | 2     | Usheoritse Itsekiri | Nigéria (NGR)                 | 10,29          |         |
| —  | 3     | Reece Prescod       | Nagy-Britannia (GBR)          | DQ             | TR 16,8 |
|    |       |                     |                               | Szél: -0,1 m/s |         |

2. elődöntő
| H  | Pálya | Név               | Nemzet                        | E              | Mj    |
| -- | ----- | ----------------- | ----------------------------- | -------------- | ----- |
| 1. | 8     | Zharnel Hughes    | Nagy-Britannia (GBR)          | 9,98           | Q, SB |
| 2. | 7     | Enoch Adegoke     | Nigéria (NGR)                 | 10,00 (9,995)  | Q     |
| 3. | 3     | Trayvon Bromell   | Egyesült Államok (USA)        | 10,00 (9,996)  |       |
| 4. | 4     | Oblique Seville   | Jamaica (JAM)                 | 10,09 (10,081) |       |
| 5. | 6     | Rohan Browning    | Ausztrália (AUS)              | 10,09 (10,083) |       |
| 6. | 9     | Shaun Maswanganyi | Dél-afrikai Köztársaság (RSA) | 10,10          |       |
| 7. | 2     | Filippo Tortu     | Olaszország (ITA)             | 10,16          |       |
| 8. | 5     | Femi Ogunode      | Katar (QAT)                   | 10,17          |       |
|    |       |                   |                               | Szél: -0,2 m/s |       |

3. elődöntő
| H  | Pálya | Név                     | Nemzet                        | E              | Mj    |
| -- | ----- | ----------------------- | ----------------------------- | -------------- | ----- |
| 1. | 4     | Su Bingtian             | Kína (CHN)                    | 9,83 (9,827)   | Q, AR |
| 2. | 6     | Ronnie Baker            | Egyesült Államok (USA)        | 9,83 (9,829)   | Q, PB |
| 3. | 5     | Marcell Jacobs          | Olaszország (ITA)             | 9,84           | q, AR |
| 4. | 7     | Akani Simbine           | Dél-afrikai Köztársaság (RSA) | 9,90           | q     |
| 5. | 8     | Chijindu Ujah           | Nagy-Britannia (GBR)          | 10,11          |       |
| 6. | 2     | Jason Rogers            | Saint Kitts és Nevis (SKN)    | 10,12          |       |
| 7. | 9     | Arthur Cissé            | Elefántcsontpart (CIV)        | 10,18          |       |
| 8. | 3     | Paulo André de Oliveira | Brazília (BRA)                | 10,31          |       |
|    |       |                         |                               | Szél: +0,9 m/s |       |

### Döntő
| H     | Pálya | Név             | Nemzet                        | E              | Mj      |
| ----- | ----- | --------------- | ----------------------------- | -------------- | ------- |
| Arany | 3     | Marcell Jacobs  | Olaszország (ITA)             | 9,80           | AR      |
| Ezüst | 5     | Fred Kerley     | Egyesült Államok (USA)        | 9,84           | PB      |
| Bronz | 9     | Andre De Grasse | Kanada (CAN)                  | 9,89           | PB      |
| 4.    | 2     | Akani Simbine   | Dél-afrikai Köztársaság (RSA) | 9,93           |         |
| 5.    | 7     | Ronnie Baker    | Egyesült Államok (USA)        | 9,95           |         |
| 6.    | 6     | Su Bingtian     | Kína (CHN)                    | 9,98           |         |
| —     | 8     | Enoch Adegoke   | Nigéria (NGR)                 | DNF            |         |
| —     | 4     | Zharnel Hughes  | Nagy-Britannia (GBR)          | DQ             | TR 16,8 |
|       |       |                 |                               | Szél: +0,1 m/s |         |